# Mozambiki labdarúgó-szövetség
A mozambiki labdarúgó-szövetség (portugálul: Federação Moçambicana de Futebol, rövidítve: FMF) Mozambik nemzeti labdarúgó-szövetsége. A szervezetet 1976-ban alapították, 1980-ban csatlakozott a Nemzetközi Labdarúgó-szövetséghez, 1978-ban pedig az Afrikai Labdarúgó-szövetséghez. A szövetség szervezi a Mozambiki labdarúgó-bajnokságot. Működteti a férfi valamint a női labdarúgó-válogatottat.